# Громадянська війна у В'єтнамі (1789—1802)
Громадянська війна у В'єтнамі (1789—1802) (в'єт. Chiến tranh Tây Sơn – Chúa Nguyễn (1787–1802) або громадянська війна Тейшон — Нгуєн 1787—1802 рр. — громадянська війна, яка точилася протягом 13 років за панування на території сучасного В'єтнаму між двома угрупованнями, Тейшон на півночі та лоялістами Нгуєна на півдні. Після повстання Тейшон 1771—1789 років королівство Дайв'єт було поділено на три регіони, якими правили брати Тейшони Нгуєн Няк, Нгуєн Хюе та Нгуєн Лу. Нгуєн Фук Ань, останній із убитої родини лордів Нгуєн, династії, яка була скинута Тейшонами у 1770-х роках, повернувся до В'єтнаму в 1787 році після років вигнання в Сіамі, щоб згуртувати своїх прихільників на підтримку боротьби проти Тейшонів. Нгуєн Ань та його союзники фактично перемогли Тейшон, ліквідували їх режим, об'єднали країну та в 1802 році створили єдину в'єтнамську державу.

## Історія
З XVI по XVIII століття в'єтнамське царство Дайв'єт було охоплене серією громадянських воєн і соціальних заворушень і було фактично розділене на дві напівавтономні одиниці, Данг Нгоай і Данг Чонг, якими правили суперники — династій Чінь і Нгуєн Фук від імені династії Ле Дуй. Повстання Тейшон під проводом трьох братів Нгуєна Няка, Нгуєн Хюе та Нгуєн Лу спалахнуло в місті Ан Кхе, яке перебувало під контролем Нгуєнів у 1771 році, що стало серйозним ударом і призвело до того, що три правлячі сім'ї розпалися. Принц Нгуєн, який був єдиним, хто вижив у масовій різанині, влаштованій Тейшонами у 1777 році, Нгуен Фук Ань, за допомогою видатного французького католицького єпископа П'єра Піньо де Бехайна зміг втекти до Сіаму, й переховувався тривалий час на території цієї країни.
1778 року Нгуен Няк проголосив себе монархом.
У 1781 році Нгуєн Ань повернувся і напав на Нгуєн Няка із шістьма португальськими найманими галеонами, але зазнав поразки та був змушений знову втекти до Сіаму. Сіамський король Рама I виявив свою милість, проголосивши Нгуєн Аня своїм союзником і одружився з племінницею Нгуєн Аня.
У січні 1785 року сіамці та лоялісти Нгуєна знову були знищені флотом Тейшонів, коли вони намагалися відвоювати Сайгон, цього разу Нгуєн Хюе особисто очолював армію Тейшонів. У 1786 році, знищивши сили династії Чінь на півночі та підкоривши династію Ле Дуй, брати Тейшовн розділили королівство на три частини: північна відходила Нгуєн Хюе, центральна — до Няка і південну — до Лу.
Через два роки, у листопаді 1787 року, Нгуєн Фук Ань і його товариш Піньйо де Бехайн підписали Версальський союзний договір з французьким монархом Людовиком XVI. У 1788 році загони прихильників принца Нгуєна досягли Сайгону, маючи підтримку французького загону з 14 офіцерами, 360 солдатами та 125 моряками. Кохінхійські (південний В'єтнам) поміщики, аристократія та китайські купці негайно підняли повстання та приєдналися до лоялістів Нгуєна. Їм вдалося змусити Тейшонського правителя Сайгону, Нгуен Лу, втекти на північ. Принц Нгуєн прагнув встановити свою владу над дельтою Меконгу, зміцнити свою армію та підготувати нові кампанії проти Тейшонів. Він роздавав селянам землі, обмінюючи рис на зброю, і вербував найманців з числа своїх союзників в Індії, Таїланді, Камбоджі, на Яві та на Філіппінах. У той же час старший лідер Тейшонів Нгуєн Хюе, тепер відомий як Куанг Трунг, щойно відбив китайську інтервенцію в північний В'єтнам, консолідував контроль своєї династії над Тонкіном і верхньою Кохінхіною (охоплює сучасний Північний і Центральний В'єтнам).
Здобувши перемогу над Тетом у 1789 році проти китайських інтервентів, Куанг Трунг уклав з ними мир у 1790 році. Пізніше того ж року він вирішив завдати випереджального удару та витіснити лоялістів Нгуєна із захоплених земель. Куанг Трунг розпочав вторгнення у В'єнтьян, який був королівством-данником Сіаму. 50 000 військ Тейшона розграбували В'єнтьян, намагаючись обійти Нгуєн Ань з північного заходу. Восени наступного року Тейшонський правитель з 10 000 військ очолив подальшу атаку на Луанг Прабанг і серію вторгнень на тайсько-лаоський кордон. Його вторгнення в Лаос змусили тамтешнього короля Нантасена шукати союзу з Нгуєн Ань у 1792 році. Не досягши визначених цілей у Лаосі Куанг Трунг змінив свою стратегію й розпочав війну на виснаження, забираючи всіх наявних чоловіків у віці від 18 до 61 року до лав свого війська та готуючись до нового масштабного наступу на Нгуєнів, який планував розпочати у 1793 році. Паралельно він планував масоване вторгнення на узбережжя Південного Китаю за підтримки китайських піратів. Але, 16 вересня 1792 року імператор Нгуєн Хюе несподівано помер, залишивши свого 10-річного спадкоємця Нгуєна Куанг Тоана та режим Тейшона в неспокійній обстановці. Смерть Куанг Трунга також стала переломною хвилею у громадянській війні, через яку Тейшони більше не були здатні організувати серйозних нападів на своїх ворогів. Наступного року його старший брат і старший династії Тейшонів, Нгуєн Няк, помер у віці п'ятдесяти років.
Влітку 1792 року лоялісти Нгуєна розпочали наступ, їм вдалося оточити Нгуєн Няк у Куїньоні. До Нгуєн Аня приєдналися французькі морські сили на чолі з капітаном Дайо, який очолив кораблі Нгуєн і переміг флот Тейшонів.
Заскочені зненацька, воєначальники Няка були змушені кинути свій значний флот напризволяще, а всі їхні судна були або захоплені, або знищені силами Нгуєна. Наступного року другу облогу Нгуєна було знято лише після відчайдушного благання Няка до його племінника, наступника Куанг Трунга, який прислав достатнє підкріплення. З Хює правитель Тейшонів Кан Тхонь надіслав Няку підкріплення: 18 000 солдатів, 80 слонів і тридцять бойових джонок. Знищення флоту Няка в Тхо Наї в 1792 році з подальшою його смертю в 1793 році стало серйозною невдачею для спроб Тейшонів вибити лоялістів Нгуєна з південної частини держави. Натомість Тейшони почали все частіше покладатися на китайських піратів, щоб у такий спосіб компенсувати спроможності власного флоту.
В результаті успішного наступу нгуєни знову зайняли Біньтхуан, що призвело до відходу від підтримки Тейшонів кількох лідерів чамів, а в 1794 році вони зрадили та вбили провідного союзника Тейшонів Чампа, короля Пандуранги, По Тісунтіраідапурана. Нгуєн Ань скасував титул «король Чампи» і призначив правити свого союзника По Ладхуанпугу.
У травні 1794 року король Тейшонів Кан Тхонь розпочав наступ на Куі Нхон. Його війська несподівано глибоко прорвалися на південь, відновивши контроль над Нячанг, Кхан Хоа, Біньтхуан і на початку 1795 року зайшли на території Нгуєнів до Баріа, на південний схід від Сайгону. Однак це була остання велика військова кампанія Тейшонів на глибокому півдні, і рейд не був тривалим. 1500 кхмерських військ у поєднанні з сайгонським ополченням та іншими лояльними Нгуенам резервними підрозділами були кинуті на фронт і успішно призупинили контрнаступ Тейшонів, змусивши їх повернутися назад. Коли Тейшони відступали на північ влітку, сили Нгуєн Аня переслідували їх, а його флот плив до Нячанга, щоб оточити армію Тейшонів, що відступала. Бойові дії продовжували спустошувати ці провінції у війні на виснаження. Внутрішня боротьба та фракційність залишалися причиною нестабільності двору Тейшонів до кінця війни, що псувало ідею об'єднання держави під владою Тейшонів та їхні військові зусилля. До кінця 1795 року Нгуєн Ань відвів свою армію назад у Сайгон на перепочинок.

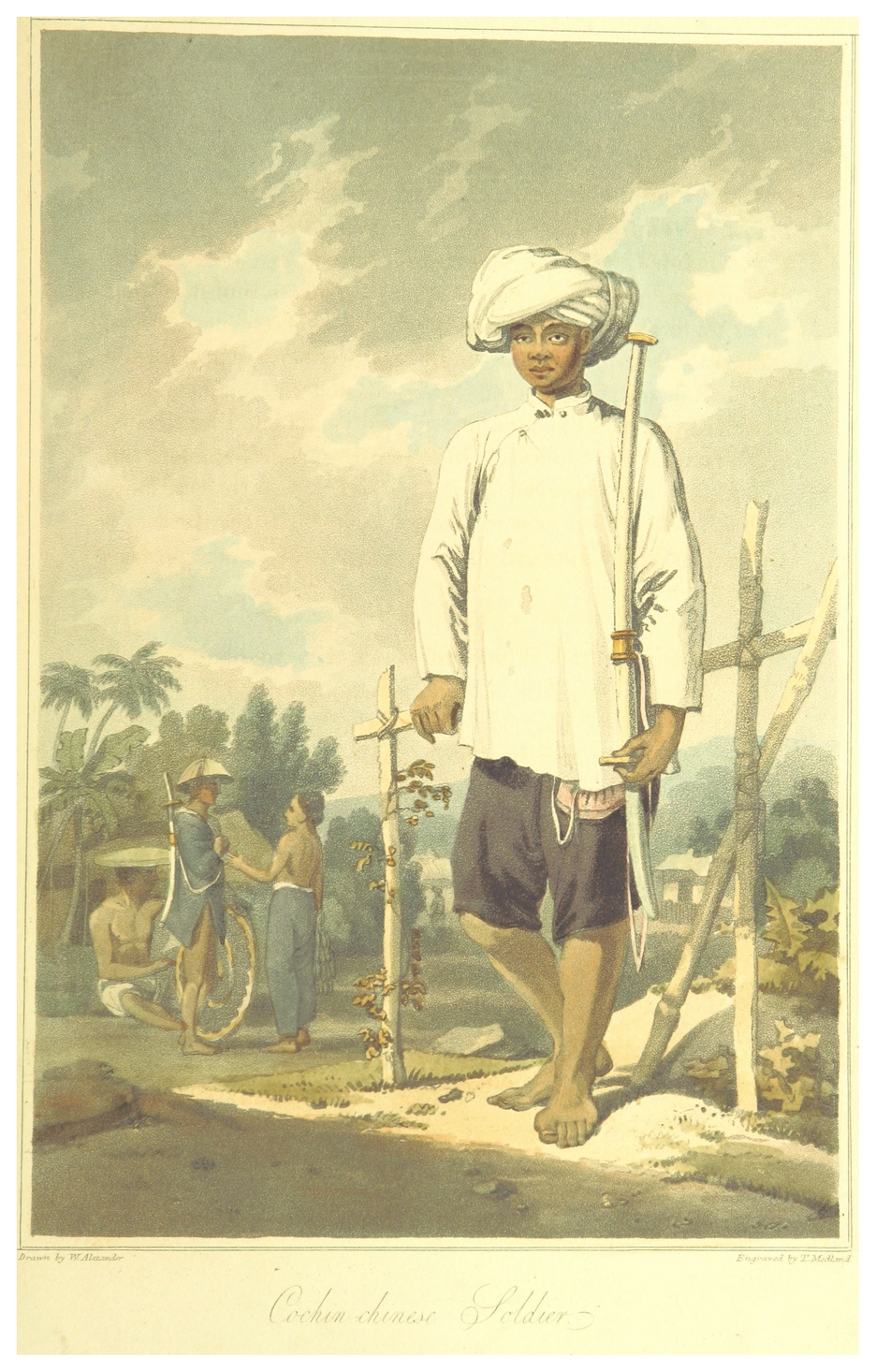
Малюнок воїна Тейшон. 1793

Кампанія 1797 року не мала значного розмаху і стала прелюдією великих кампаній Нгуєн Аня в майбутньому. У вересні він за підтримки сіамських військ Рами I придушив повстання чамів. Увесь 1798 рік Нгуєн Ань провів у підготовці та відновленні своїх армії та флоту й накопиченні запасів для наступу 1799 року, щоб захопити Куїньон і Хює.
У квітні 1799 року війська Нгуєнів розпочали масштабний наступ, діючи у складі трьох ударних угруповань. Особисто Нгуєн Ань очолював великий флот, що складався з трьох військових шлюпів, 100 галер, 40 військових джонок, 200 малих кораблів, 800 транспортних і провізійних човнів; він із Сайгону вийшов на північ до Куїньону. Принц Нгуєн Фук Кан командував сухопутними військами, які просувалися від Нячанга до Куїньона і Ча Бан. Третє ударне угруповання на чолі з генералом Ле Ван Зует просувалося далі на північ від провінції Біньдінь разом із військами Еде, блокуючи перевал Нхонг.
У затоці Тхі Най флот Нгуєна Аня розгромив флот Тейшон, коли його сухопутні сили наступали, і захопив стару столицю Тейшонів, Ча Бан, поблизу сучасного міста Ан Нхон. У червні того ж року Куі Нхон був нарешті захоплений Нгуєнами. Занепокоєний втратою Куїньона, лідер Тейшонів Кан Тхонь послав двох генералів Ву Ван Донга та Тран Куанг Діу відбити місто. На перевалі Нхонг вони потрапили в засідку, яку влаштував Ле Ван Зует.
Навесні 1800 року Тейшони відновили свою атаку з додатковими військами, рушивши до Куїньону. Кан Тхон наказав розпочати облогу міста, а сам зі своїм двором евакуювався на північ, де готувався до неминучого вторгнення Нгуєнів.
Попри перевагу армії Тейшонів у силах, вони не змогли відбити Куїньон у лоялістів Нгуєнів протягом усього 1800 року. Два генерали Тайсона, Ву Ван Донг і Тран Куанг Діу, обидва командували облогою, ворогували один з одним через владу. Ань зрештою вирішив сам очолити підкріплення, щоб зняти облогу міста. У червні (сезон дощів) його війська прибули в Нячанг і відправили сухопутні війська в Куїньон. Ще 5000 камбоджійських військ і слонів були надіслані королем Анг Енгом, союзником Нгуєн Аня, зосередившись у Нячангі. У липні лаоські війська почали штурм Нгхана і Тхань Хоа, щоб перешкоджати маршрутам постачання Тейшонів. Відповідно, в морі кораблі Нгуєнів захопили флот постачання Тейшонів та їхніх союзників, китайських піратів. Тим не менш, Нгуєни не змогли зняти облогу. Нгуєн Ань вирішив залишитися та розбити табір біля Куїньону під час зимових мусонів, на відміну від попередніх випадків.
21 лютого 1801 року в затоці Тхі Най сталася друга морська битва. Менший флот Нгуєнів знищив увесь флот Тейшонів з 1800 човнів і суден і 600 гарматами. Понад 13 700 солдатів Тейшон були захоплені в полон. Китайські пірати також були знищені, троє лідерів піратів були схоплені. Генерал Нгуєн Шайно описав битву в листі до свого друга Барізі:
«Ми щойно спалили весь ворожий флот, так що навіть найменший корабель не врятувався. Це була найкривавіша битва, яку коли-небудь бачили кохінхінці. Вороги билися на смерть. Наші люди поводилися неперевершено. У нас багато загиблих і поранених, але це ніщо в порівнянні з перевагами, які отримує король…».
Перемога різко змінила ситуацію на полі бою на користь Нгуєна Аня, значно зміцнивши його позиції. Він обійшов з військами цитадель Куїньон 5 червня і прибув у Хює через десять днів. Нгуєн Куанг Тоан та його сили втекли на північ. Але головна армія Тейшона все ще була в пастці, продовжуючи облогу Куїньону. Нарешті вони прорвали оборону цитаделі 7 липня, і командувач Нгуєн Ви Тан покінчив життя самогубством. Тим не менш, перемога Тейшонів не мала сенсу, оскільки лоялісти Нгуєна вже досягли Куангбінь та річки Джань. У квітні 1802 року Нгуєни відбили Куїньон. Три тисячі людей із загону Тайсона втекли в гори та спробували прорватися на північ.
1 червня Нгуєн Ань був офіційно коронований як імператор В'єтнаму Зя Лонг. Після церемонії Зя Лонг увірвався зі своєю армією до Тонкіна. Армія Нгуєнів зіткнулася з Чжен Ці та його 40 піратськими джонками. 16 липня Нгуєни зайняли Сон Нам (нижня частина дельти Червоної річки), почавши за три дні до цього штурм Ханоя і увійшли в місто 20 липня. Лідер Тейшонів, імператор Кан Тхонь, був схоплений, ув'язнений і проведений вулицями Ханоя в клітці переможцями Нгуєнами. У Ханої разом із в'єтнамськими військами Нгуєнів Зя Лонга парадним маршем пройшли тисячі військ чамів, 20 000 сіамських військ, 5 000 камбоджійських військ, а також французькі, англійські та ірландські найманці. Китайські пірати втекли назад на китайські території після падіння Тейшонів. Зя Лонг нарешті об'єднав весь В'єтнам під своєю владою, утворивши державу, яка простягалася на понад 2200 миль від кордонів Китайської імперії до Сіамської затоки.